# Enric Rabassa
Enric Rabassa (ur. 20 kwietnia 1920 w Barcelonie, zm. 29 grudnia 1980 tamże) - trener katalońskiej drużyny FC Barcelona w roku 1960. Jego poprzednikiem był Helenio Herrera, a następcą Ljubisa Brocic.